# 鑑山寺
鑑山寺（简体字鉴山寺），位于中国广西壮族自治区桂林市阳朔县月亮山旅游风景区，占地面积21.5亩，总建筑面积5589平方米，是广西最大的汉传佛教寺庙，建筑属于仿唐建筑，名字由赵朴初居士题写。 

## 沿革

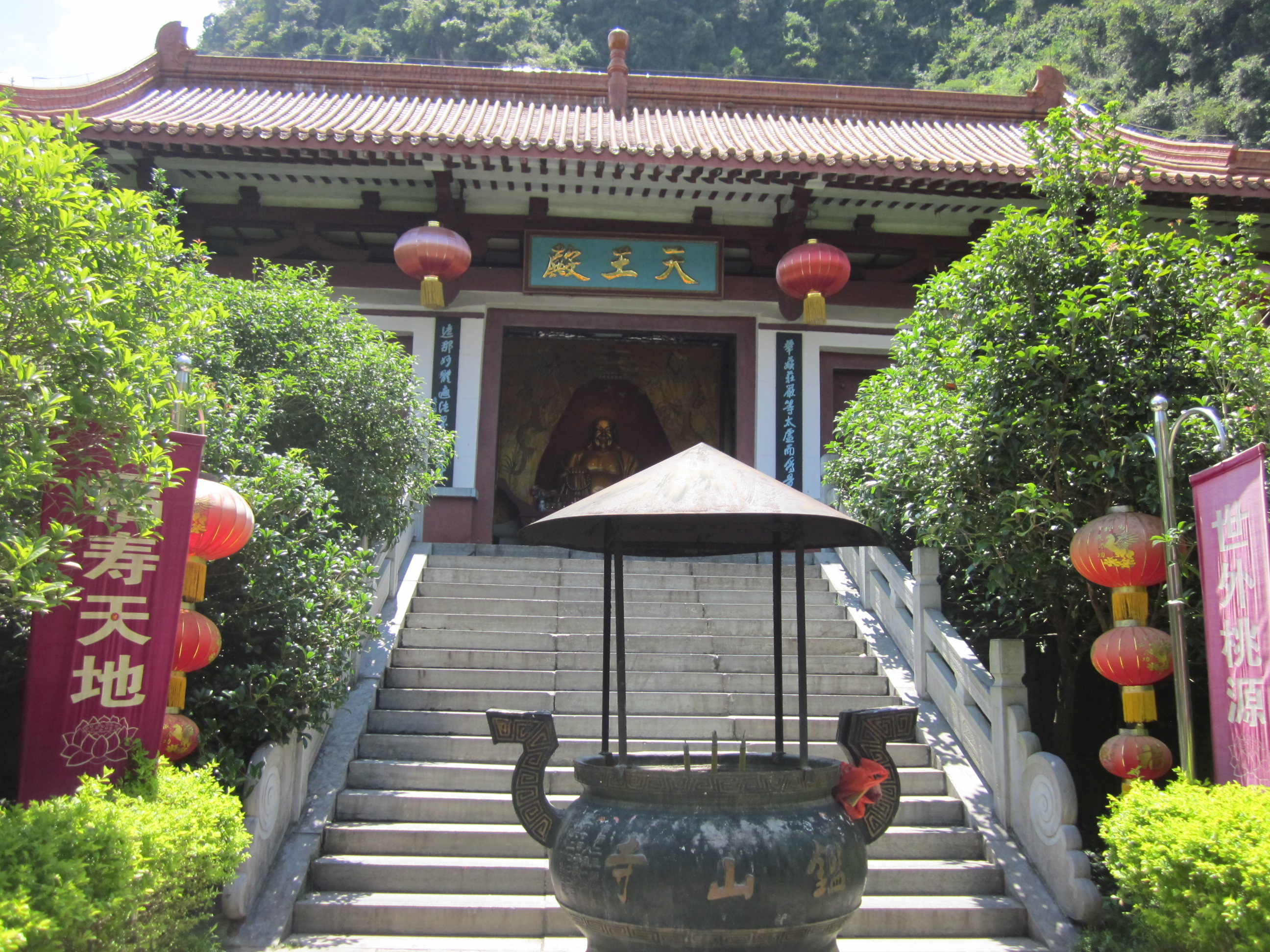
天王殿。

713年（唐开元初年），鑑山寺建立。鉴真和尚第五次东渡日本时，失败来到桂林，在此讲学授戒。
1995年，广西壮族自治区民族宗教委员会批准重建阳朔鉴山寺，1997年开工，2001年1月1日开光。

## 建筑
照壁、山门、天王殿、大雄宝殿、藏经阁、观音殿、文殊殿、普贤殿、地藏殿、钟鼓楼、画廊、碑亭、斋堂、香客楼

## 僧众
- 方丈：释本如

## 相关
2013年，周禄宝曾向国家信访局、国家宗教协会、桂林市长信箱、广西旅游局等单位频繁举报鑑山寺招财消灾的行为，方丈不得已给其4万人民币封口。